# 2016 QX134
2016 QX134 est un objet transneptunien faisant partie des cubewanos, de magnitude absolue 6,78.
Son diamètre est estimé à 226 kilomètres.